# 穂高湖

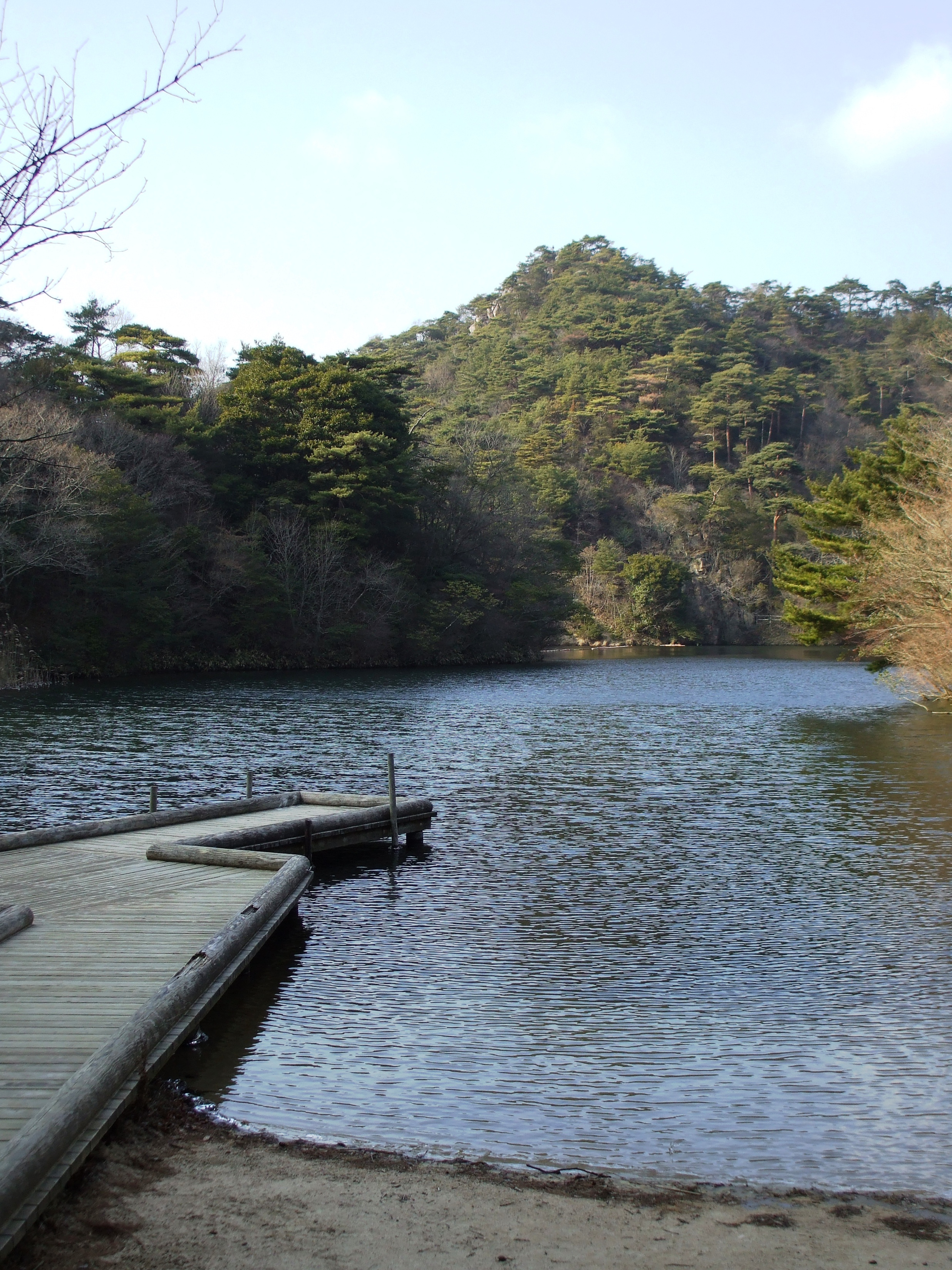
正面の頂はシェール槍

穂高湖（ほだかこ）は、兵庫県神戸市の瀬戸内海国立公園六甲山地区にある人工湖である。六甲山地の山上にある湖沼の中では修法ヶ原池に次ぐ大きさである。森林と一体化しているような風情があって上高地の大正池に似ているところから命名されたといわれている。
付近にはシェール道などのハイキングコースが通り、また湖の周囲には遊歩道が整備されているので、ハイカー等が立ち寄るスポットになっている。夏にはカヌーが楽しめる。隣接して神戸市立自然の家がある。

## 立地
- 標高─ 650m
- 番地─ 〒657-0101 兵庫県神戸市灘区六甲山町中一里山

## アクセス
- 摩耶ロープウェー 星の駅から六甲摩耶スカイシャトルバス・阪急バス「摩耶山市立自然の家前」下車
- 六甲ケーブル 六甲山上駅から六甲摩耶スカイシャトルバス・阪急バス「摩耶山市立自然の家前」下車

## 周辺
- 神戸市立自然の家（隣接）
- 掬星台
- 忉利天上寺